# Leland (Nordland)
Leland is een plaats in de Noorse gemeente Leirfjord, provincie Nordland. Leland telt 598 inwoners (2007) en heeft een oppervlakte van 0,84 km².